# Le Temps de l'innocence (roman)
Pour l’article homonyme, voir Le Temps de l'innocence.
Le Temps de l'innocence (titre original : The Age of Innocence) est un roman américain d'Edith Wharton paru en 1920, pour lequel elle a reçu le prix Pulitzer en 1921. Le réalisateur Martin Scorsese l'a adapté à l'écran : le film du même nom est sorti en 1993.
Une nouvelle traduction est parue en 2019 sous le titre L'Âge de l'innocence. Elle propose une version exhaustive du roman, sans les coupes opérées dans la traduction précédente, qui datait de 1921. Le choix d'un nouveau titre se justifie par une référence à un tableau du peintre anglais Sir Joshua Reynolds représentant une petite fille de 4 ou 5 ans, qui s'intitule : The Age of Innocence et dont Edith Wharton s'est très vraisemblablement inspiré.
Le Temps de l'innocence commence avec le mariage imminent d'un couple issu de la haute bourgeoisie new-yorkaise avant que l'arrivée d'une femme au parfum de scandale ne menace leur bonheur. Bien que le roman remette en question les préjugés et la morale de la haute société new-yorkaise de 1870, il n'aboutit jamais à une condamnation ouverte de l'institution. En réalité, Edith Wharton considérait son roman comme une version adoucie de son œuvre précédente, Chez les heureux du monde, jugé infiniment plus brutal et cynique. Elle témoigne notamment d'une réelle attention aux charmes des coutumes des classes élevées, mais elle en déplore la superficialité à la fin du roman.
Le roman est particulièrement apprécié pour le portrait précis qu'il dresse de la vie de la haute bourgeoisie de la côte est des États-Unis du XIXe siècle. Ce tableau, associé au drame social dépeint, a valu à Edith Wharton le prix Pulitzer, le premier jamais accordé à une femme. Elle avait 58 ans au moment de la publication du roman. Elle avait vécu dans ce monde et l'avait vu changer considérablement à la fin de la Première Guerre mondiale. 
Le titre du roman fait ironiquement allusion aux bonnes manières extérieures de cette société new-yorkaise capable en interne de toutes les machinations.

## Résumé
Newland Archer, avocat et héritier d'une des meilleures familles de New York, est heureux à l'idée de son mariage avec la jeune May Welland, mais très vite doute de son choix, après l'apparition de la comtesse Ellen Olenska, la cousine de May. Ellen est revenue à New York après avoir scandaleusement décidé de se séparer de son époux. Au début, l'arrivée d'Ellen le dérange. Puis, il devient intrigué par cette femme qui bafoue les coutumes de la haute société new-yorkaise. Son admiration pour Ellen grandit, il doute de sa volonté d'épouser May et de se conformer à l'image du couple parfait véhiculée par la vieille société de New York.
La décision d'Ellen de divorcer est à l'origine d'une véritable crise avec les membres de sa famille, qui sont effrayés par la perspective de rumeurs mauvaises et de honte partagée. Pour un couple, vivre séparément peut éventuellement être toléré, mais le divorce reste inacceptable dans la bonne société. Pour sauver la réputation de la famille Welland, un ami de Newland lui demande de dissuader la Comtesse Olenska de divorcer. Il réussit mais tombe amoureux d'elle en essayant de la convaincre. Il supplie alors May d'accélérer leur date de mariage, ce que May refuse.
Newland essaie en vain d'oublier Ellen. Son mariage conventionnel est fade et sans amour, ce qui rend Newland terne et sans joie. Ellen vit à Washington mais est incapable de cesser de l'aimer. C'est alors que leurs chemins se croisent de nouveau à Rhode Island. Newland découvre que le comte Olenski souhaite le retour d'Ellen, mais elle a refusé, en dépit des pressions de sa famille. Frustrée par son indépendance, la famille a coupé les ponts.
Newland cherche désespérément un moyen de quitter May et d'être avec Ellen. Il tente de lui faire accepter d'être sa maîtresse. Ellen est ensuite rappelée à New York pour s'occuper de sa grand-mère malade.
De retour à New York et sous la pression renouvelée de Newland, Ellen et Newland décident de consommer leur relation, mais les événements en décident autrement. Newland découvre alors qu'Ellen a décidé de revenir en Europe. Il décide d'abandonner May pour suivre Ellen. Un jour, après une fête, Newland décide de dire à May qu'il la quitte pour Ellen. Elle l'interrompt pour lui dire qu'elle a appris le matin qu'elle était enceinte. Elle lui révèle qu'elle a informé Ellen de sa grossesse deux semaines auparavant parce qu'elle soupçonnait la liaison amoureuse. Newland devine que c'est la raison pour laquelle Ellen veut rentrer en Europe. Pris au piège, Newland décide de ne pas suivre Ellen, de renoncer à son amour pour le bien de ses enfants et de rester fidèle à un mariage sans passion.
Vingt-six ans plus tard, après la mort de May, Newland et son fils sont à Paris. Le fils apprend que la cousine de sa mère vit à Paris et décide de rendre une visite à Ellen à son domicile parisien. Newland est abasourdi à l'idée de revoir Ellen. En arrivant devant l'immeuble, il envoie son fils seul et retourne à son hôtel sans la voir.

## Personnages
Principaux personnages : 
- Newland Archer : Protagoniste de l'histoire, c'est un jeune et brillant avocat vivant avec sa mère et sa sœur dans une élégante demeure new-yorkaise. Depuis son enfance, sa vie a été façonnée selon les traditions et les attentes de la haute société new-yorkaise, comme lors de ses fiançailles avec May Welland. Au début de l'histoire, un mariage selon les règles et valeurs de son milieu social emplit Newland Archer de fierté et de contentement, mais sa vie change lorsqu'il rencontre la comtesse Ellen Olenska. La relation qu'il entretient avec elle commence à lui faire remettre en cause les valeurs de cette société. Il se rend bientôt compte de l'inégalité existante à l'intérieur entre les hommes et les femmes et de la superficialité de ses traditions. Il se bat pour maintenir un équilibre entre son engagement à l'égard de May et son amour pour Ellen. Cependant, l'enchevêtrement des relations sociales dessine une toile qui rend impossible l'expression de leurs sentiments. Tout au long de l'histoire, Newland transgresse les conventions pour l'amour d'Ellen : tout d'abord en la suivant à Skuytercliff, puis à Boston ; enfin, en se décidant à la suivre en Europe (bien qu'il change d'avis plus tard). À la fin, cependant, Newland constate que le seul lieu de leur amour réside dans son cœur et dans ses souvenirs.

- May Welland : La fiancée, puis l'épouse de Newland Archer, est élevée depuis sa plus tendre enfance pour être une épouse et une mère parfaite. Elle obéit à la perfection à toutes les traditions de la société, mais si elle est "dans le monde" une femme superficielle et  indifférente, elle peut faire preuve de maturité et de compassion, comme lorsqu'elle propose à Newland de le libérer de son engagement pour qu'il puisse épouser la femme qu'il aime vraiment. Quand Newland assure May de son amour exclusif, la jeune femme semble lui faire confiance, au moins au début. Rapidement après leur mariage, cependant, May soupçonne Newland d'être l'amant d'Ellen. Elle joue néanmoins en société le role d'une femme heureuse et tente de maintenir l'illusion d'un couple uni. Son malheur conjugal renforce son caractère manipulateur, toutefois, ce que Newland ne voit que trop tard. Pour repousser Ellen loin de son mari, May informe la comtesse de sa grossesse, bien qu'elle n'en soit pas même encore certaine. Après la mort de May, Newland apprend qu'elle connaissait depuis toujours son histoire d'amour avec Ellen.

- Ellen Olenska : La cousine de May Welland et la petite-fille de Mme Manson Mingott, elle est devenue comtesse en épousant le comte Olenski, un noble polonais, mais son mari s'est révélé cruel et abusif en lui volant sa fortune et en ayant des aventures avec d'autres femmes. Lorsque l'histoire commence, Ellen a fui un mariage malheureux pour retourner vivre au sein de sa famille, à New York, en Amérique. Ellen est un esprit libre, qui permet à Newland Archer de dépasser les préjugés de la haute société new-yorkaise. Elle traite sa femme de chambre, Nastasia, en égale, comme en lui offrant son propre manteau avant de l'envoyer faire une course. Elle assiste à des soirées avec des gens peu recommandables comme Julius Beaufort et Mme Lemuel Struthers. Ellen souffre autant que Newland de leur amour impossible mais est prête à vivre dans l'incertitude émotionnelle tant qu'ils peuvent s'aimer à distance. Lorsqu'elle apprend la grossesse de May, Ellen décide immédiatement de quitter l'Amérique et refuse la proposition de Newland de la suivre en Europe. Elle permet ainsi à sa cousine May de conserver son foyer puis fonder une famille.

## Adaptations

### Au cinéma
- 1924 : La Comtesse Olenska (The Age of Innocence), film muet de Wesley Ruggles, avec Beverly Bayne et Elliott Dexter
- 1934 : The Age of Innocence, film américain de Philip Moeller, avec Irene Dunne et John Boles
- 1993 : Le Temps de l'innocence, film américain de Martin Scorsese, avec Michelle Pfeiffer dans le rôle de la Comtesse Ellen Olenska, Daniel Day-Lewis dans celui de Newland Archer et Winona Ryder interprétant May Welland. Cette dernière reçoit un Golden Globe pour son interprétation, et le film remporte un Oscar pour les costumes.

### Au théâtre
- 1928 : The Age of Innocence, adaptation pour la scène de Margaret Ayer Barnes, jouée 207 fois sur Broadway, avec Katharine Cornell et Rollo Peters

## Éditions parues en France

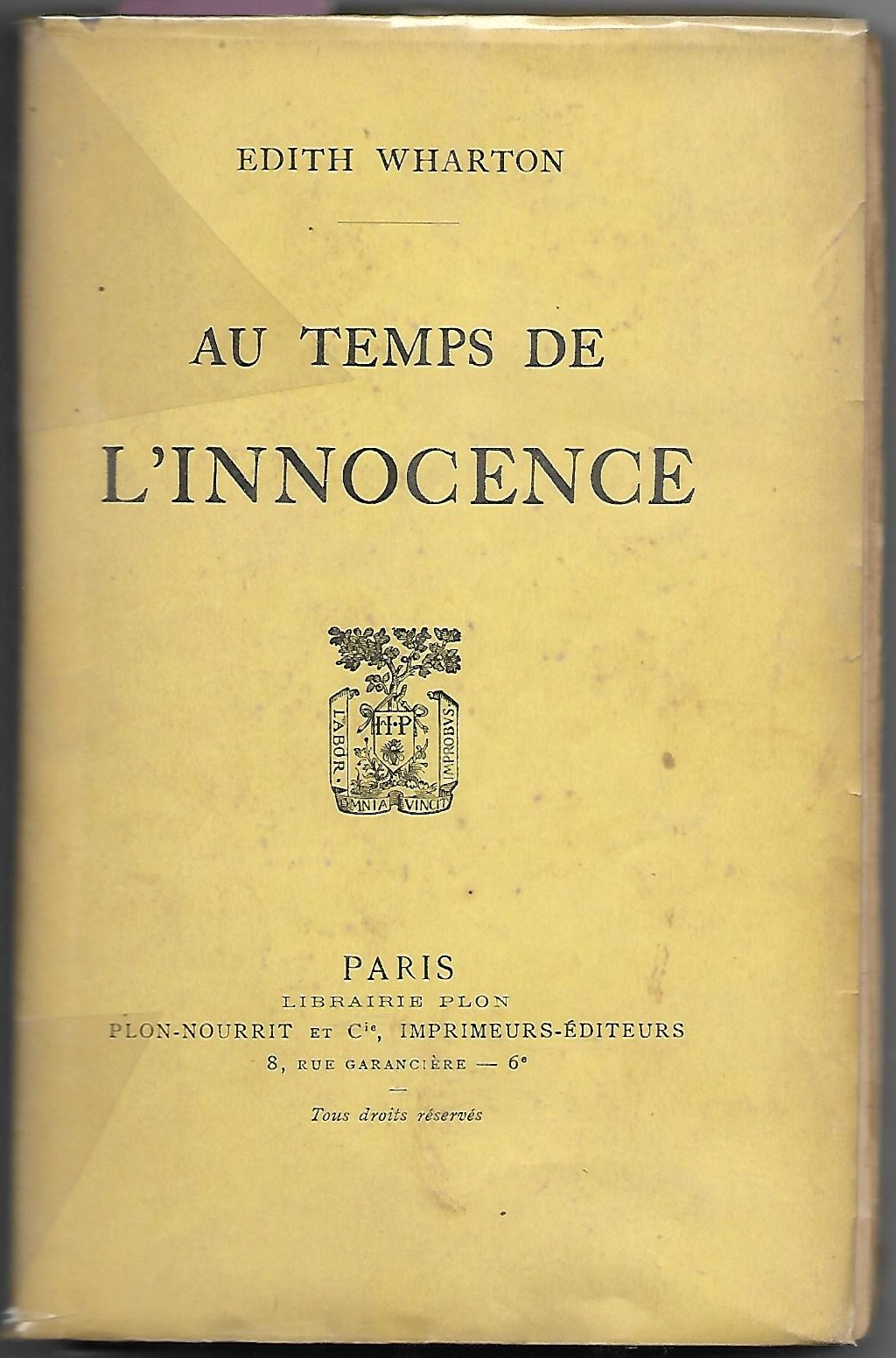
Première édition française, 1921.

- 1921 : Au temps de l'innocence[2] - Paris, Plon-Nourrit et Cie, traduction de Madeleine Saint-René Taillandier avec le concours d'Edith Wharton.

- 1985 : Le Temps de l'innocence - traduit par Madeleine Saint-René Taillandier, présentation de Diane de Margerie, Paris, Flammarion  (ISBN 2-08-064732-6)
- 1987 : Le Temps de l'innocence - trad. par Madeleine Saint-René Taillandier, Paris, Garnier-Flammarion no 474  (ISBN 2-08-070474-5)
- 1993 : Le Temps de l'innocence - trad. par Madeleine Saint-René Taillandier, Paris, J'ai lu no 3393,  (ISBN 2-277-23393-5)
- 1993 : Le Temps de l'innocence - trad. par Madeleine Saint-René Taillandier, Paris, Garnier-Flammarion no 786,  (ISBN 2-08-066976-1)
- 2012 : Réédition avec d'autres romans dans La Splendeur des âmes, Paris, Omnibus,  (ISBN 978-2-258-09067-5)
- 2019 : L'Âge de l'innocence - nouvelle traduction et préface par Sarah Fosse, Paris, Les Belles lettres, collection Domaine étranger,  (ISBN 978-2-251-44926-5)

## Source
- Bibliothèque nationale de France Corrigé. À noter qu'une erreur dans l'édition "J'ai lu" attribue la traduction à Diane de Margerie mais qu'il s'agit bien, toujours, de la traduction initiale de 1921, due à Madeleine Saint-René de Taillandier.